# Лопуд (Дубровник)
Лопуд је насељено место у саставу града Дубровника, на острву Лопуду, Дубровачко-неретванска жупанија, Република Хрватска.

## Историја
Острво Лопуд је краљица Живана (Сива) супруга почившег далматинског краља Богослава, са сином Силвестером са још два острва (Каламота и Шипан) 1080. године поклонила Дубровнику.
До територијалне реорганизације у Хрватској налазио се у саставу старе општине Дубровник.

## Становништво
На попису становништва 2011. године, Лопуд је имао 249 становника.
| Број становника по пописима | Број становника по пописима | Број становника по пописима | Број становника по пописима | Број становника по пописима | Број становника по пописима | Број становника по пописима | Број становника по пописима | Број становника по пописима | Број становника по пописима | Број становника по пописима | Број становника по пописима | Број становника по пописима | Број становника по пописима | Број становника по пописима | Број становника по пописима |
| --------------------------- | --------------------------- | --------------------------- | --------------------------- | --------------------------- | --------------------------- | --------------------------- | --------------------------- | --------------------------- | --------------------------- | --------------------------- | --------------------------- | --------------------------- | --------------------------- | --------------------------- | --------------------------- |
| 1857.                       | 1869.                       | 1880.                       | 1890.                       | 1900.                       | 1910.                       | 1921.                       | 1931.                       | 1948.                       | 1953.                       | 1961.                       | 1971.                       | 1981.                       | 1991.                       | 2001.                       | 2011                        |
| 494                         | 444                         | 464                         | 358                         | 358                         | 342                         | 341                         | 410                         | 387                         | 422                         | 416                         | 399                         | 377                         | 348                         | 269                         | 249                         |

### Попис1991.
На попису становништва 1991. године, насељено место Лопуд је имало 348 становника, следећег националног састава:
| Попис 1991.‍  | Попис 1991.‍  | Попис 1991.‍ | Попис 1991.‍ | Попис 1991.‍ |
| ------------ | ------------ | ----------- | ----------- | ----------- |
|              |              |             |             |             |
| Хрвати       | Хрвати       |             | 323         | 92,81%      |
| Срби         | Срби         |             | 7           | 2,01%       |
| Муслимани    | Муслимани    |             | 3           | 0,86%       |
| Југословени  | Југословени  |             | 2           | 0,57%       |
| Немци        | Немци        |             | 2           | 0,57%       |
| Словенци     | Словенци     |             | 2           | 0,57%       |
| Црногорци    | Црногорци    |             | 1           | 0,28%       |
| неопредељени | неопредељени |             | 5           | 1,43%       |
| регион. опр. | регион. опр. |             | 1           | 0,28%       |
| непознато    | непознато    |             | 2           | 0,57%       |
| укупно: 348  |              |             |             |             |